# High School Musical 3: Senior Year
High School Musical 3: Senior Year ist ein Film von Walt Disney Pictures, der nach seinen beiden Vorgängern High School Musical und High School Musical 2, die als Disney Channel Original Movies im Fernsehen liefen, für die Kinos produziert wurde. In den USA lief der Film am 24. Oktober 2008 an, in Deutschland bereits am 23. Oktober und ist am 5. März 2009 auf DVD erschienen. Die Dreharbeiten begannen am 3. Mai 2008 und waren Ende Juni 2008 abgeschlossen, die Produktionskosten beliefen sich auf 13,3 Millionen US-Dollar. Für den Film wurden 14 Lieder produziert und aufgenommen. Die Premiere fand in Deutschland am 5. Oktober 2008 in München statt, dazu waren Zac Efron, Vanessa Anne Hudgens, Ashley Tisdale, Corbin Bleu und Kenny Ortega anwesend.

## Handlung
Die Wildcats befinden sich im Abschlussjahr, dem Senior Year, an der East High School. Der Film beginnt während des letzten Basketballspiels, in dem die Wildcats zurückliegen. In der Pause macht Troys Vater (Jack Bolton), der Trainer, den Jungs klar, worum es in dem letzten Spiel geht, woraufhin die Mannschaft wieder kämpft. Hier wird der Song „Now or Never“ gespielt. Nachdem durch Troy Jimmie, ein neuer Schüler, eingewechselt wird, und Troy den entscheidenden Wurf an ihn abgegeben hat, gewinnen die Wildcats und das gesamte Team sowie weitere East-High-Schüler feiern bei Troy zu Hause. Troy und Gabriella gehen nach einiger Zeit in Troys altes Baumhaus und singen „Right Here, Right Now“.
Am nächsten Tag verkündet Sharpay, dass sie einen Assistenten für ihre Termine sucht, worauf sich die neue Schülerin aus England, Tiara Gold, bei ihr meldet, die Stelle bekommt und schon vorher alle Vorbereitungen für Sharpays Tag getroffen hat. Kurz darauf werden im Unterricht Verkündungen getätigt. So nennt Taylor Termine für das Jahrbuch sowie den Abschlussball und Kelsi gibt die Liste der Teilnehmer am Frühlingsmusical ab. Etwas später ergibt sich, dass Kelsi die anderen ohne deren Einwilligung am Musical angemeldet hat. Dass diese trotzdem mitmachen, ist erst Gabriellas und Troys Einstellungen zu verdanken. Miss Darbus erklärt, worum es im Musical gehen soll: Die letzten Tage der Schüler an der East High. In diesem Zusammenhang erwähnt sie auch, dass Sharpay, Ryan, Kelsi und Troy Kandidaten für ein Stipendium an der Schauspielschule Julliard in New York sind, obwohl sich Troy dort gar nicht beworben hatte.
Genervt reagiert sich Sharpay in der Mittagspause ab, denn sie wollte beim letzten Musical ohne Konkurrenz eine Rolle bekommen. Um Ryan ebenfalls klarzumachen, worum es ihr geht, singen die beiden den Song „I Want It All“, der hauptsächlich aus einer Traumsequenz besteht, in der sich die beiden Zwillinge vorstellen, wie ihr Leben nach der Schule aussehen könnte. Dabei stellt sich Sharpay auch ihre Klassenkameraden als ihre Untergebenen vor.
Vor dem Unterricht am nächsten Tag ruft Troy Gabriella zu sich hoch in den Dachgarten der Schule. Dort bringt Gabriella Troy den Walzer für den Abschlussball bei, während die beiden „Can I Have This Dance“ singen. Später in der Cafeteria will Chad Taylor bitten, ihn zum Ball zu begleiten. Nachdem Taylor erst nicht zuhört und Chad sie dann sogar noch einmal laut von einem Tisch aus fragt, willigt sie ein.
In der nächsten Szene sind die Jungs und Mädchen unterwegs, um sich ihre Klamotten zu besorgen. Diese Szene geht jedoch über und wird zur Mitte hin eine Probe für das Musical. Während des Einkaufens und der Proben wird „A Night to Remember“ von den Darstellern gesungen. Nach der Probe sagt Sharpay Ryan, dass er von Kelsi den neuen Song für Troy und Gabriella besorgen soll. Dies tut er auch, indem er freiwillig Kelsi zum Abschlussball einlädt. Kurz darauf singen Kelsi und Ryan das Lied „Just Wanna Be With You“, das nach etwa einem Drittel trotzdem von Troy und Gabriella weitergesungen wird. Tiara erfährt, dass Gabriella an der Stanford-Universität angenommen wurde und schon zwei Wochen vorher an einem Vorbereitungskurs für Hochbegabte teilnehmen soll und somit unter anderem das Musical verpassen würde. Als ihre Assistentin erzählt sie dies Sharpay, die allen davon erzählt, damit Gabriella es auch tatsächlich tut und Sharpay selbst eine größere Rolle als ihre eigene im Musical bekommt und mit Troy zusammen singen kann.
Am Abend fahren Chad und Troy mit dessen kaputten Auto zum Schrottplatz, um Ersatzteile zu besorgen. Dort erinnern sie sich an ihre Kindheit und ahmen Szenen aus ihrer Kindheit nach, während sie „The Boys Are Back“ singen.
Am nächsten Morgen an der Schule erzählt Sharpay Troy von Gabriella und ihrem Vorhaben, damit er ihr auch noch zuredet, dass sie diese Chance nicht ignorieren darf. Und tatsächlich funktioniert Sharpays Plan und Gabriella zieht mit ihrer Mutter in das ungefähr 1500 Kilometer entfernten Palo Alto in Kalifornien, um an der Stanford-Universität studieren zu können. Während der Vorbereitungen und des eigentlichen Umzugs singt Gabriella „Walk Away“. Dadurch sind alle an der East High traurig, und auch die Planungen für das Musical kommen nicht wirklich voran. Als Gabriella abends auch noch anruft, dass sie auch zum Abschlussball nicht zurückkommen würde, ist Troy geschockt und fährt zur East High, um sich dort abreagieren zu können. Dies tut er in verschiedenen Bereichen der East High, während er „Scream“ singt.
Als er in der Aula angekommen ist, erkennt er Miss Darbus, die ihm erklärt, dass sie Troy an der Julliard-Schauspielschule angemeldet hat, da sie dachte, dass Troy sich auf der Bühne wohl fühlt.
Über Nacht fährt Troy nach Palo Alto, um Gabriella dort am nächsten Tag zu überraschen und dort ihren eigenen kleinen Abschlussball zu veranstalten, wobei sie die Wiederholung von „Can I Have This Dance“ singen. Und tatsächlich gelingt es Troy, Gabriella für das Musical wieder mitzunehmen.
Als die Vorstellung beginnt, sind Troy und Gabriella noch nicht wieder zurück und Kelsi und Ryan beginnen das „Senior Year Spring Musical“ mit der Ballade „Last Chance“. Da Gabriella und Troy immer noch nicht da sind, besetzt Miss Darbus Sharpay als Gabriella, Tiara als Sharpay und Jimmie als Troy. Bei dem Musical geht es weiter mit der Wiederholung von „Now or Never“, die die East-High-Basketballmannschaft und die Cheerleader singen. Direkt danach singt Ryan mit ein paar Tänzerinnen erneut „I Want It All“. In der nächsten Szene im Musical beginnt Sharpay den Anfang von „Just Wanna Be With You“, nichtsahnend, dass Troy von Jimmie ersetzt wird. Als Troy nicht auftaucht und Sharpay das Lied schon herauszögert, kommt Jimmie plötzlich auf den Balkon, auf dem die Szene spielt, und Sharpay versucht vor ihm zu flüchten, da er ein Parfum genommen hat, auf das sie allergisch reagiert. Nach dem Lied verlässt Sharpay wütend die Bühne und sieht, dass Troy und Gabriella gerade ankommen. Die beiden singen das Lied anschließend zu Ende. Als Sharpay sich aber für ihre eigene Rolle umziehen will, entdeckt sie Tiara in ihrer Garderobe, die sie hintergangen hat, damit sie Sharpay spielen kann und in den nächsten Jahren die beste Schauspielerin an der Schule sein kann. Tiara verlässt die Garderobe für ihren Auftritt und auch Sharpay zieht sich um. Als Tiara schon angefangen hat, den Song „A Night to Remember“ zu singen, kommt Sharpay von oben mit dem Stichwort „Surprise!“ auf die Bühne gefahren und kämpft um ihre Rolle.
Nach dem Musical ruft Miss Darbus die einzelnen Schüler auf und verkündet, wohin sie nach der Schule gehen werden. Sie beginnt mit Kelsi und Ryan, die beide ein Stipendium an der Julliard-Schule bekommen. Danach folgt Sharpay, die verkündet, dass sie an der Universität von Albuquerque studieren wird und Miss Darbus an der East High assistieren wird, damit Tiara nicht bekommt, was sie wollte. Chad wird ebenfalls auf die Universität von Albuquerque gehen, wo er in der Basketballmannschaft „Red Hawks“ mitspielen wird. Gabriella wird auch weiterhin nach Stanford gehen und Troy entscheidet sich, auch auf eine Universität in Kalifornien zu gehen, nämlich Berkeley, die nicht weit von der von Gabriella entfernt ist, wo er sowohl das Schauspiel als auch das Basketballspiel erlernen will und auch gegen das Team von Chad spielen wird. In der Zeit wird im Hintergrund „We're All In This Together (Graduation Mix)“ gesungen.
Schließlich hält Troy bei der Zeugnisvergabe die Abschiedsrede und im Anschluss singen alle Darsteller das Stück „High School Musical“. Am Ende des Films treten noch einmal die sechs Hauptdarsteller auf und verbeugen sich vor dem Publikum.

## Charakterentwicklungen
- Troy

Troy muss sich zwischen seinem Talent als Basketballspieler, Sänger und seiner Liebe zu Gabriella entscheiden.
- Gabriella

Gabriella macht sich viele Gedanken um ihre Zukunft und ihre Beziehung mit Troy.
- Sharpay

Sharpay verfolgt weiterhin ihren Traum, am Broadway aufzutreten. Auf dem Weg zu ihrem Traum und ihrer Publicity-Liebe zu Troy stiftet sie auch die kleine Tiara an. Außerdem hat sie das Ziel, ein Stipendium zu bekommen.
- Ryan

Ryan verliebt sich in Kelsi. Er will später auch weiterhin im Showbusiness arbeiten. Am „Senior Year“-Musical arbeitet er an der Choreografie.
- Chad

Chad ist jetzt fest mit Taylor zusammen. Er ist traurig, dass die beiden auf verschiedene Colleges gehen, freut sich aber auch auf die Uni-Zeit auf der UfA.
- Taylor

Taylor wird nach Yale aufs College gehen, vorher will sie aber den perfekten Abschlussball erleben. Außerdem träumt sie davon, Präsidentin der Vereinigten Staaten zu werden.

## Synchronisation
| Rolle                       | Darsteller           | Dt. Synchronsprecher |
| --------------------------- | -------------------- | -------------------- |
| Troy Bolton                 | Zac Efron            | Daniel Schlauch      |
| Gabriella Montez            | Vanessa Anne Hudgens | Marieke Oeffinger    |
| Sharpay Evans               | Ashley Tisdale       | Esra Vural           |
| Ryan Evans                  | Lucas Grabeel        | Tim Schwarzmaier     |
| Chad Danforth               | Corbin Bleu          | Max Felder           |
| Taylor McKessie             | Monique Coleman      | Natalie Löwenberg    |
| Coach Jack Bolton           | Bart Johnson         | Claus-Peter Damitz   |
| Kelsi Nielson               | Olesya Rulin         | Lucia Jantos         |
| Jimmy 'The Rocket Man' Zara | Matt Prokop          | Tobias Kern          |
| Tiara Gold                  | Jemma McKenzie-Brown | Marcia von Rebay     |
| Donny Dion                  | Justin Martin        | Paul Langemann       |
| Ms. Darbus                  | Alyson Reed          | Katharina Lopinski   |
| Zeke Baylor                 | Chris Warren Jr.     | Patrick Roche        |
| Jason Cross                 | Ryne Sanborn         | Johannes Wolko       |

## Erfolg
High School Musical 3 erreichte gleich am ersten Wochenende einen neuen US-Rekord: mit Einnahmen von 42 Millionen Dollar (33 Millionen Euro) in den ersten drei Tagen ist er der erfolgreichste Musicalfilm in den USA und belegte in den ersten Wochen Platz 1 in den amerikanischen Kino-Charts. Weltweit hat der Film am ersten Wochenende 40 Millionen Dollar eingespielt. Das macht ein Gesamt-Einspielergebnis von 82 Millionen Dollar am Startwochenende. Bis zum 5. August 2009 spielte der Film in den USA 90.559.416 Dollar ein.
Weltweit spielte der Film 252.909.177 $ ein. Die fünf erfolgreichsten Länder waren dabei, sortiert nach Einnahmen:
1. Vereinigtes Königreich mit Irland und Malta (33.900.140 $)
2. Deutschland (17.865.900 $)
3. Frankreich mit Algerien, Monaco, Marokko und Tunesien (15.763.462 $)
4. Italien (12.738.501 $)
5. Spanien (12.680.857 $)

Am Startwochenende sahen 1.036.520 Zuschauer in Deutschland den Film, womit der Film auf Platz 1 der Kino-Charts einstieg. Insgesamt hatte der Film in Deutschland 2.311.636 Besucher. High School Musical 3 liegt damit auf Platz 15 der erfolgreichsten Filme des Jahres 2008. Er liegt damit hinter Filmen wie I Am Legend, Sex and the City oder The Dark Knight.
In Großbritannien wurden mehr Kinokarten im Vorverkauf abgesetzt als für Harry Potter und der Feuerkelch im Jahr 2005.
Bisher hat sich die DVD/Blu-ray des Films weltweit knapp 11 Millionen Mal verkauft. Das macht ein Einspielergebnis von rund 200 Millionen Dollar. Nimmt man das Kinoergebnis 252.909.177 $ und das Heimkino-Ergebnis 200.000.000 $, kommt der Film auf ein Gesamteinspielergebnis von 452.909.177 $.
Aufgrund des Erfolgs der ersten drei Teile wird Disney eine vierte Episode des Musicalfilms herausbringen. Bereits im April 2008, während der Dreharbeiten von High School Musical 3 gab Disney-Präsident Rich Ross bekannt, dass am Drehbuch des vierten Teils gearbeitet wird, wobei allerdings unwahrscheinlich sei, dass die ganze Besetzung wieder dabei sein wird. Im Sommer 2010 stand Ashley Tisdale für ihr eigenes Spin-off vor der Kamera. Der Film trägt den Titel Sharpay's Fabulous Adventure und handelt von Sharpay, die am Broadway in New York City ihre Träume verfolgt, Schauspielerin zu werden.

### Kritiken
Moviejones.de McLovin schrieb „Der Beste Musicalfilm der Neuzeit, Zac Efron ist die nächste Generation!“

### Auszeichnungen und Nominierungen
2009 British Academy of Film and Television Arts (BAFTA) Awards
- Feature Film category, 2009 BAFTA Kids’ Awards.[8]

2009 Kids’ Choice Awards
- Bester Film
- Beste Darstellerin – Vanessa Hudgens

PFCS Awards
- Bester Familienfilm

UK Kermode Awards
- Best Supporting Actress – Ashley Tisdale

MTV Movie Awards 2009
- Bester männlicher Darsteller – Zac Efron
- Beste Nachwuchsdarstellerin – Ashley Tisdale
- Bester Film (Nominiert)
- Beste weibliche Darstellerin Vanessa Hudgens (nominiert)
- Bester Kuss – Vanessa Hudgens und Zac Efron (nominiert)

Teen Choice Awards 2009
- Bester Darsteller in Musik und Tanz – Zac Efron
- Bester Film in Musik und Tanz
- Beste Darstellerin in Musik und Tanz – Vanessa Hudgens (nominiert)
- Beste Darstellerin in Musik und Tanz – Ashley Tisdale (nominiert)
- Bester Darsteller in Musik und Tanz – Corbin Bleu (nominiert)
- Bester Soundtrack (Nominiert)
- Bester Filmkuss – Zac Efron und Vanessa Hudgens (nominiert)

Mega Media Magazine Awards
- Bester Film: Musical
- Bester Hauptdarsteller – Zac Efron
- Heißeste Darstellerin: Ashley Tisdale
- Heißeste Darstellerin (Weibliche Kategorie) – Ashley Tisdale
- Beste Hauptdarstellerin – Vanessa Hudgens (nominiert)
- Heißester Darsteller: Zac Efron (nominiert)
- Heißeste Darstellerin: Vanessa Hudgens (nominiert)
- Bester Soundtrack (nominiert)

## Merchandising
Neben dem Soundtrack wurde in Deutschland am 6. November 2009 ein Videospiel „High School Musical 3: Senior Year – Dance!“ für die Plattformen Wii, Xbox 360, PC und PlayStation 2 veröffentlicht. Eine Nintendo-DS-Version wird den einfachen Namen „High School Musical 3: Senior Year“ tragen.
Ein weiteres Spiel Disney Sing It: High School Musical 3 ist seit dem 27. November auf Playstation 2, Wii und PlayStation 3 erhältlich.
Zusätzlich wurden 5 Bücher zum Film veröffentlicht, teilweise nur in den USA. Darunter fallen einmal „Das Buch zum Film“, ein Posterbuch und drei ausgedachte Geschichten.
Außerdem gibt es auch wieder eine 2-Disc CD + DVD-Soundtrack-Version. Diese besteht aus dem normalen Soundtrack und einer DVD mit Musikvideos, Trailern etc.
Für die Konsolen PlayStation 2, PlayStation 3 und die Wii sind zwei Videospiele veröffentlicht worden.
1. Disney Sing it: High School Musical 3: Senior Year – In diesem kann man zu 20 Songs aus den High-School-Musical-Filmen singen
2. High School Musical 3: Senior Year Dance! – In diesem kann man mit einer Tanzmatte zu den Songs aus High-School-Musical tanzen

In Deutschland ist High School Musical 3: Senior Year Extended Edition auf DVD mit Autogrammkarten im Pappschuber in der Erstauflage erschienen.
Die Blu-ray ist mit der DVD zusammen erschienen. Auch hier gibt es in der Erstauflage einen Glanzschuber.

## Specials zur Premiere
- Disney Channel und Super RTL produzierten High School Musical 3 – Die Fanshow, bei der die Moderatoren Isabella Soric und Benedikt Weber Musikvideos und Filmausschnitte zeigten. Im Studio waren die Darsteller Zac Efron, Vanessa Hudgens, Ashley Tisdale und Corbin Bleu, sowie der Regisseur Kenny Ortega und die Boygroup US5 zu Gast. Der Disney Channel zeigte die Sendung am 11. Oktober 2008, Super RTL hat die 50-minütige Show einen Tag vor Filmpremiere ausgestrahlt.

- Radio Teddy berichtete am 5. Oktober live im Programm von der Deutschlandpremiere in München und zusätzlich wurden High School Musical Songs in die Sendung aufgenommen. Ausschnitte von der Live-Berichterstattung sind auf der Seite von Radio Teddy zu hören.

- Die Deutsche Erstausstrahlung im Pay-TV erfolgte am 17. Oktober 2009 auf dem Sender Sky. Der Sender feierte mit dem Film das 10-jährige Bestehen des Disney Channels. Es wurde allerdings nicht die Extended-Version von 117 Minuten Länge gezeigt, sondern die Kinofassung von 112 Minuten.

- High School Musical 3: Senior Year wurde am Free-TV-Wochenende im Disney Channel, in der Zeit vom 16. bis 18. Oktober 2009 vier Mal ausgestrahlt.

- High School Musical 3: Senior Year wurde am 17. November 2011 um 20:15 Uhr auf ProSieben als Free-TV-Premiere in HD gezeigt. Insgesamt schalteten bis zu 1,15 Millionen Zuschauer ein. Es wurde allerdings nicht die Extended-Version von 117 Minuten Länge gezeigt, sondern die Kinofassung von 112 Minuten.